# Tahu
Tahu (szw. Skåtanäs) – wieś w Estonii, w prowincji Lääne, w gminie Noarootsi. Na rok 2006 w tej miejscowości zanotowano 21 adresów.